# Władysław Zápolya

herb rodu Szapolyia / Zápolya

Władysław Zápolya (węg. Szapolyai László) (zm. przed 16 lipca 1463) – pan Solymos.
Data jego śmierci nie jest znana. Niektórzy badacze twierdzą, że zmarł po 1459.
Jego żonami były kolejno:
- Dorota,
- Katarzyna, zm. po 16 lipca 1463.

Z pierwszego małżeństwa pochodzili synowie:
- Emeryk Zápolya (Szapolyai Imre), zm. 1487, palatyn Węgier,
- Mikołaj Zápolya (Szapolyai Miklós), zm. 1468, biskup Siedmiogrodu,
- Stefan Zápolya (Szapolyai István), zm. 25 grudnia 1499, palatyn Węgier.

Władysław miał także córkę Urszulę, żonę Emeryka Derenczejnyiego (węg. Derencsényi Imre,  chorw. Mirko Derenčin).